# Paulo Vinícius
Paulo Vinícius de Souza Nascimento (Ribeirão Preto, 12 agosto 1984) è un ex calciatore brasiliano, di ruolo difensore.

## Carriera

### Club
Nel 2011 ha firmato un contratto con scadenza nel 2014 con il Braga. Non rinnovando, dal 14 luglio 2014 rimane svincolato.

## Palmarès

### Club

#### Competizioni nazionali
- Coppa di Lega portoghese: 1

Braga: 2012-2013
- Supercoppa di Cipro: 1

Apollōn Limassol: 2016
- Coppa di Cipro: 1

Apollōn Limassol: 2016-2017
- Campionato rumeno: 4

CFR Cluj: 2017-2018, 2018-2019, 2019-2020, 2020-2021
- Supercoppa di Romania: 1

CFR Cluj: 2018